# Сатана у затвору
Сатана у затвору (фр. Satan en prison) француски је црно-бели неми хорор филм из 1907. године, редитеља Жоржа Мелијеса, који уједно тумачи и насловну улогу. Мелијес је и у својим претходним филмовима често тумачио лик Сатане.
За специјалне ефекте је коришћена пиротехника и супституцијско спајање. Две године касније, Мелијес је снимио продужену верзију са више ликова и разрађенијом причом, под насловом Ђавољи шатор. Сатана у затвору се налази у каталогу продукцијске куће Star Film Company под редним бројевима 1010—1013.

## Радња
Сатана користи своје магичне трикове како би убио досаду док је закључан у затворској ћелији. На крају филма, он успева да превари стражаре, тако што нестане испод чаршава.

## Улоге
- Жорж Мелијес као Сатана